# Олава (річка)
Ола́ва — річка в Україні, в межах Роменського району Сумської області і (частково) Талалаївського району Чернігівської області. Права притока Сули (басейн Дніпра).

## Опис
Довжина 40 км, площа сточища 167 км². Похил річки 1,5 м/км. Долина V-подібна, завширшки до 2 км, завглибшки до 40 м. Заплава подекуди заболочена, завширшки до 200 м. Річище звивисте, завширшки до 5 м. Стік зарегульований ставками. Використовується на технічне водопостачання. Проводяться протиерозійні заходи.

## Розташування
Бере початок у селі Великі Бубни. У верхів'ї тече спершу на північний захід, потім різко повертає на південний захід. Від південно-східної околиці смт Талалаївки і до гирла тече переважно на південний схід. Впадає до Сули на північний захід від села Москалівки. 
Притоки: Лаповиця (права). 
Олава має 19 приток завдовжки не більше 10 км.